# Клёновка (Кемеровская область)
Клёновка — посёлок в Юргинском районе Кемеровской области. Входит в состав Лебяжье-Асановского сельского поселения.

## История
В 1967 г. указом президиума ВС РСФСР поселок фермы № 1 совхоза «Юргинский» переименован в Кленовка.

## Население
| 2010 |
| ---- |
| 238  |